# María Valverde
María Valverde Rodríguez (Madrid, 24 de marzo de 1987) es una actriz española, ganadora del Goya a la mejor actriz revelación 2003 por la película La flaqueza del bolchevique. Es conocida por interpretar el papel de Babi en la exitosa película española Tres metros sobre el cielo, así como su secuela Tengo ganas de ti.

## Biografía
María debutó a los 16 años junto al gallego Luis Tosar en La flaqueza del bolchevique (2003), dirigida por Manuel Martín Cuenca. Gracias a este papel ganó el Goya a Mejor actriz revelación. Participó en películas como Fuera del cuerpo (2004), Vorvik (2005) o la película italo-española Melissa P., basada en un polémico libro titulado Los cien golpes de la escritora italiana Melissa Panarello.
En 2006 interpretó a Lucrecia Borgia en Los Borgia, dirigida por Antonio Hernández, junto a Paz Vega. Un año más tarde promocionó, junto a Daniel Brühl, la campaña otoño-invierno de Purificación García. En 2008 participa en el videoclip de The Melocotons, donde tiene un papel destacado con una estética juvenil y desenfadada. En 2007 estrenó las películas Ladrones, El rey de la montaña y El hombre de arena.
En diciembre de 2010 estrenó la película Tres metros sobre el cielo, adaptación del libro homónimo del italiano Federico Moccia, que se convirtió en la película más taquillera del año en España. Valverde interpretó a Babi, una joven de clase alta que se enamora de un chico de distinta clase social. Dos años más tarde se estrenó la secuela:Tengo ganas de ti.
En 2012 protagonizó la serie de Telecinco La fuga junto a Aitor Luna. En 2013 estrenó la película A puerta fría junto a Nick Nolte.
En 2013 graba la película Broken Horses en Hollywood dirigida por Vidhu Vinod Chopra. Ese año también protagonizó la película La mula, de Michael Radford.
En enero de 2013, fichó por la miniserie de Telecinco titulada Hermanos donde da vida a Virginia y que empezó a rodar a mediados de febrero. Esta serie es su segundo proyecto en televisión tras el final de la serie La fuga. En septiembre de 2013, María Valverde fichó por la película Exodus del director Ridley Scott, en la que interpreta a Séfora, la mujer de Moisés (Christian Bale), estrenada en el 2014.
A finales de 2014 rodó junto a Dani Rovira la comedia Ahora o nunca, dirigida por María Ripoll Julià, que se estrenó en 2015. También en 2014 formó parte del reparto de la serie de Telecinco Hermanos, que protagonizó junto con Álvaro Cervantes y Antonio Velázquez. Ese mismo año estrenó el mediometraje Tú y yo, junto al cantante David Bisbal, dirigido por Kike Maíllo.
En diciembre de 2015 la European Film Promotion la seleccionó para formar parte del European Shooting Stars 2016. María asistió al Festival de Cannes donde conoció a muchos actores internacionales, incluido Vijay.
Después, se trasladó a Bakú, Azerbaiyán, para grabar Ali & Nino, la versión azerí de Romeo y Julieta que se estrenó a finales de 2016. También ese año estrenó las películas La carga, producción mexicana dirigida por Alan Jonsson, y Gernika, dirigida por Koldo Serra.

## Filmografía

### Cine
| Año  | Título                                  | Personaje                    |
| ---- | --------------------------------------- | ---------------------------- |
| 2003 | La flaqueza del bolchevique             | María                        |
| 2004 | Fuera del cuerpo                        | Cuca                         |
| 2005 | Melissa P.                              | Melissa                      |
| 2005 | Vorvik                                  | Sofía                        |
| 2006 | Los Borgia                              | Lucrecia Borgia              |
| 2007 | El rey de la montaña                    | Bea                          |
| 2007 | El hombre de arena                      | Lola                         |
| 2007 | Ladrones                                | Sara                         |
| 2008 | La mujer del anarquista                 | Manuela                      |
| 2009 | Cracks                                  | Fiamma Coronna               |
| 2010 | Tres metros sobre el cielo              | Bárbara "Babi" Alcázar       |
| 2011 | Madrid, 1987                            | Ángela                       |
| 2012 | Tengo ganas de ti                       | Bárbara "Babi" Alcázar       |
| 2012 | A puerta fría                           | Inés                         |
| 2013 | Libertador                              | María Teresa del Toro Alayza |
| 2013 | La mula                                 | Conchi                       |
| 2014 | Exodus: Gods and Kings                  | Séfora                       |
| 2014 | Tú y yo                                 | Laura                        |
| 2015 | La carga                                | Elisa                        |
| 2015 | Broken Horses                           | Vittoria                     |
| 2015 | Ahora o nunca                           | Eva                          |
| 2016 | Los misteriosos asesinatos de Limehouse | Aveline Ortega               |
| 2016 | Gernika                                 | Teresa                       |
| 2016 | Ali & Nino                              | Nino Kipiani                 |
| 2017 | Nuestra vida en la Borgoña              | Alicia                       |
| 2017 | Plonger                                 | Paz Aguilera                 |
| 2018 | Galveston                               | Carmen                       |
| 2019 | Araña                                   | Inés joven                   |
| 2021 | Fuimos canciones                        | Macarena "Maca"              |
| 2021 | Distancia de rescate                    | Amanda                       |

### Cortometrajes
- Cuando nadie nos mira (2004)
- Válido para un baile (2006)
- A Lonely Sun Story (2014)

### Series de televisión
| Año  | Título   | Personaje          | Cadena    | Notas        |
| ---- | -------- | ------------------ | --------- | ------------ |
| 2012 | La fuga  | Anna Serra         | Telecinco | 12 episodios |
| 2014 | Hermanos | Virginia Rodríguez | Telecinco | 6 episodios  |

### Videoclips
| Año  | Canción                | Grupo          |
| ---- | ---------------------- | -------------- |
| 2008 | Meg and my girlfriend  | The Melocotons |
| 2011 | Mira la vida           | Dani Martín    |
| 2014 | Ojos color sol         | Calle 13       |
| 2014 | Tú y yo                | David Bisbal   |
| 2014 | Ahora o nunca          | Doble Elefante |
| 2015 | A cualquier otra parte | Dorian         |
| 2024 | Lo que fuera           | Carlos Sadness |
| 2024 | Big Bang               | Carlos Sadness |

## Teatro
| Año  | Título                               | Director                       |
| ---- | ------------------------------------ | ------------------------------ |
| 2007 | Lapidando a María                    | Marco Carnitti                 |
| 2008 | Puerta del Sol, un episodio nacional | Juan Carlos Pérez de la Fuente |
| 2009 | Llueve en Barcelona                  | Francesco Saponar              |

## Premios
Premios Goya
| Año  | Categoría               | Película                    | Resultado |
| ---- | ----------------------- | --------------------------- | --------- |
| 2003 | Mejor actriz revelación | La flaqueza del bolchevique | Ganadora  |

Medallas del Círculo de Escritores Cinematográficos
| Año  | Categoría         | Película                    | Resultado |
| ---- | ----------------- | --------------------------- | --------- |
| 2003 | Premio revelación | La flaqueza del bolchevique | Ganadora  |

Otros premios
- Seleccionada como una de las 10 actrices y actores del Shooting Stars de la European Film Promotion (2016)
- Premio Chica Men's Health (2013)
- Premio Faro joven en el Festival de cine de Alfàs del pi (2013)
- Premio a la mejor actriz en el Festival Camino de Santiago por A puerta fría (2013)
- Premio Fotogramas de Plata al intérprete más buscado en la web de fotogramas (2013)
- Premio Celebrities Awards a la mejor actriz de cine (2013)
- Premio cosmopolitan Fun Fearless Female a la mejor actriz de cine (2012)
- Premio Gredos (2012)
- Premio Augurio Sita Murt en el Zoom Festival Europeo de Cine para la Televisión, (2010)
- Mejor actriz en Festival Screamfest de California (EE. UU) por El rey de la montaña (2008)
- Trayectoria joven en el X Festival de Albacete- Abycine (2008)
- Halcón Maltés en los XVII Premios Turia como mejor actriz por Ladrones (2008)
- Mejor actriz por Ladrones en el XIV Festival internacional de cine Mediterráneo de Tetuán (Marruecos) (2008)
- Mejor actriz revelación de cine, Premios Pétalo, Cosmopolitan TV (2007)
- Mejor actriz, IV Premios Top Glamour (2006)
- Reconocimiento como Joven actriz promesa en el VI Festival "Mujeres de Cine" de Granada (2006)
- Rostro más bello del cine español de Max Factor en el Festival de Cine de San Sebastián (2005)
- Rostro más bello del cine español de la Revista Glamour (2004)
- Premio Tentaciones (El País) por La flaqueza del bolchevique (2003)
- Mejor actriz revelación por La Gaceta Universitaria EME por La flaqueza del bolchevique (2003)

## Vida personal
En 2009 empezó un romance con el actor Mario Casas, a quien conoció en el rodaje de la película Tres metros sobre el cielo. La relación terminó en 2014.
En 2016 comenzó una relación con el director de orquesta venezolano Gustavo Dudamel. En 2017 se casaron en Las Vegas, Estados Unidos.